# シャーペンアップ
シャーペンアップ (Sharpen Up) とは、イギリスの競走馬及び種牡馬である。日本に輸出されたエタンが欧州供用1年の間に残した産駒であり、2歳時には5戦5勝でミドルパークステークスを制するも、3歳時には1勝もあげることができなかった。
種牡馬としては、後継種牡馬として活躍したクリスとダイイシスの全兄弟、凱旋門賞馬トランポリーノ、BCターフ優勝馬ペブルスなどを輩出した。

## 出自
父エタンはアメリカ生まれのネイティヴダンサー産駒であり、デビュー戦に優勝したものの、その競走中に故障を発症し、1戦限りで引退を余儀なくされた馬で、引退後は1965年からアメリカで種牡馬となったが、1967年にアイルランドへ、さらに翌1968年には日本へ輸出されており、シャーペンアップはわずか1年のアイルランド供用時代に輩出された。
母Rocchettaは5号族出身で、全姉Outcropはヨークシャーオークス優勝馬であった。

## 競走成績

### 2歳時（1971年）
シャーペンアップは6月にレスター競馬場のメイドンレースを4馬身差で制すると、続くドンカスターのキャントリープレートも制して、7月にはアスコットのハイペリオンステークスを3馬身差で勝利し、8月にはニューキャッスルのシートンディラヴァルステークスでも勝利して4連勝を飾った。
その後、G1レースであるニューマーケットのミドルパークステークス(6f)に挑み、ニューステークス優勝馬フィリップオブスペインやロベールパパン賞優勝馬サンプリンス相手に優勝した。なお、この年は5戦5勝と無敗ではあったが、フリーハンデでは同厩のクラウンドプリンスとハイトップより低い3番手評価に留まった。

### 3歳時（1972年）
3歳初戦はグリーナムステークス(7f)に出走したがマーティンマスの2着に敗れ連勝がストップすると、2000ギニーには出走しなかった。3ヶ月後に復帰するとスプリント路線を歩み、ジュライカップで牝馬のパーシモニーの2着と健闘したが、ナンソープステークスではディープダイヴァーの着外に敗れた。

## 種牡馬成績
シャーペンアップは引退後、ニューマーケットのサイドヒルスタッドで種牡馬入りし、1980年にはアメリカ・ケンタッキーのゲインズウェイファームに移った。

### 主な産駒
- Sanglamore (USA,1987) - 1990年 ジョッケクルブ賞
- ペブルス (GB,1981) - 1985年 BCターフ
- Trempolino (USA,1984) - 1987年 凱旋門賞
- Selkirk (USA,1988) - 1991年 クイーンエリザベス2世ステークス
- Kris (GB,1976) - 1979年 サセックスステークス
- Sharpo (GB,1977) - 1982年 ジュライカップ
- Exactly Sharp (USA,1985) - 1988年 リュパン賞
- Diesis (GB,1980) - 1982年 デューハーストステークス
- Bequest (USA,1986) - 1991年 サンタバーバラハンデキャップ
- Dream Deal (USA,1986) - 1989年 モンマスオークス

### 母の父としての主な産駒
- Mister Baileys (GB,1991) - 1994年 2000ギニー
- Cadeaux Genereux (GB,1985) - 1989年 ジュライカップ
- Windsharp (USA,1991) - 1996年 サンルイレイステークス
- Dashing Blade (GB,1987) - 1989年 デューハーストステークス
- Danehill Dancer (IRE,1993) - 1995年 フィーニクスステークス
- Clear Mandate (USA,1992) - 1997年 スピンスターステークス
- Encounter (AUS,1994) - 1998年  コーフィールドフューチュリティステークス

## 血統

### 血統表
| シャーペンアップの血統（ネイティヴダンサー系 / Hyperion M3×S5） | シャーペンアップの血統（ネイティヴダンサー系 / Hyperion M3×S5） | シャーペンアップの血統（ネイティヴダンサー系 / Hyperion M3×S5） | （血統表の出典）     | （血統表の出典） |
| 父 *エタン Atan (USA) 1961 栗毛                                 | 父の父Native Dancer (USA) 1950 芦毛                             | Polynesian                                                      | Unbreakable          | Unbreakable      |
| 父 *エタン Atan (USA) 1961 栗毛                                 | 父の父Native Dancer (USA) 1950 芦毛                             | Polynesian                                                      | Black Polly          |                  |
| 父 *エタン Atan (USA) 1961 栗毛                                 | 父の父Native Dancer (USA) 1950 芦毛                             | Geisha                                                          | Discovery            | Discovery        |
| 父 *エタン Atan (USA) 1961 栗毛                                 | 父の父Native Dancer (USA) 1950 芦毛                             | Geisha                                                          | Miyako               |                  |
| 父 *エタン Atan (USA) 1961 栗毛                                 | 父の母Mixed Marriage (GB) 1952 鹿毛                             | Tudor Minstrel                                                  | Owen Tudor           | Owen Tudor       |
| 父 *エタン Atan (USA) 1961 栗毛                                 | 父の母Mixed Marriage (GB) 1952 鹿毛                             | Tudor Minstrel                                                  | Sansonnet            |                  |
| 父 *エタン Atan (USA) 1961 栗毛                                 | 父の母Mixed Marriage (GB) 1952 鹿毛                             | Persian Maid                                                    | Tehran               | Tehran           |
| 父 *エタン Atan (USA) 1961 栗毛                                 | 父の母Mixed Marriage (GB) 1952 鹿毛                             | Persian Maid                                                    | Aroma                |                  |
| 母 Rocchetta (GB) 1961 栗毛                                     | 母の父Rockefella (GB) 1941 黒鹿毛                               | Hyperion                                                        | Gainsborough         | Gainsborough     |
| 母 Rocchetta (GB) 1961 栗毛                                     | 母の父Rockefella (GB) 1941 黒鹿毛                               | Hyperion                                                        | Selene               |                  |
| 母 Rocchetta (GB) 1961 栗毛                                     | 母の父Rockefella (GB) 1941 黒鹿毛                               | Rockfel                                                         | Felstead             | Felstead         |
| 母 Rocchetta (GB) 1961 栗毛                                     | 母の父Rockefella (GB) 1941 黒鹿毛                               | Rockfel                                                         | Rockliffe            |                  |
| 母 Rocchetta (GB) 1961 栗毛                                     | 母の母Chambiges (FR) 1949 鹿毛                                  | Majano                                                          | Deiri                | Deiri            |
| 母 Rocchetta (GB) 1961 栗毛                                     | 母の母Chambiges (FR) 1949 鹿毛                                  | Majano                                                          | Madgi Moto           |                  |
| 母 Rocchetta (GB) 1961 栗毛                                     | 母の母Chambiges (FR) 1949 鹿毛                                  | Chanterelle                                                     | Gris Perle           | Gris Perle       |
| 母 Rocchetta (GB) 1961 栗毛                                     | 母の母Chambiges (FR) 1949 鹿毛                                  | Chanterelle                                                     | Shah Bibi (F-No.5-i) |                  |